# ネフティス
ネフティス（Neftis, Neftys, Nephthys, Nepthys）は、エジプト神話における葬祭の女神。ヘリオポリス九柱神に数えられる。

## 概要
大地の神ゲブを父に、天空の女神ヌトを母に持つ。二柱の間に生まれた四柱の神々の末妹であり、冥界の神オシリス、豊穣の女神イシス、戦争の神セトを兄姉に持つ。配偶神は兄でもあるセトだが、長兄オシリスに想いを寄せ、オシリスとの間にミイラづくりの神アヌビスを成した。が、夫セトの怒りを恐れてアヌビスを捨ててしまう。アヌビスは伯母イシスに拾われて養子となった。
ネフティスのエジプト神名ネベトフゥトは「城の女主人」を意味し、姉イシスが玉座（王権）を神格化した存在であるのに対して、妹ネフティスは城を神格化した存在であるとされる。人間の女性の姿か腕に羽をつけた女性の姿で表され、古風な衣装を身にまとった様々な宝石で彩られたアクセサリーを身につけた姿で描かれる。またイシス、セルケト、ネイトと合わせてカノポス壺の死者を守る四柱の女神の一柱でもある。

## 神話の中のネフティス
兄セトの妻であったネフティスだが、長兄オシリスに恋焦がれ、オシリスと関係を持とうと必死になり、酒でオシリスを酔わせたり、妻イシスに変装したりと様々な手段を使った。その結果、オシリスとの子を得ることに成功する。オシリスとネフティスとの間に生まれた不義の子がミイラづくりの神アヌビスである。しかし、セトの怒りを恐れたネフティスはアヌビスを捨ててしまう。
姉イシスと妹ネフティスの間には、オシリスを巡ってさぞかし確執があるように思えるが、二柱はオシリス復活のため共闘関係を結んでいる。オシリスがセトに殺害され身体をバラバラにされた際には、これを探すイシスにネフティスは同行し手助けする。オシリスの復活に協力したことから、死者の守護神となり、葬祭の女神となった。